# سیارک ۹۲۳۲
سیارک ۹۲۳۲ (به انگلیسی: 9232 Miretti، نامگذاری:1997BG8) نه هزار و دویست و سی و دومین سیارک کشف شده‌است که در ۳۱ ژانویه ۱۹۹۷ کشف شد.
قدر مطلق سیارک برابر ۱۴٫۶۰ است.